# Берн, Дэн
Даниэ́ль Джо́нсон Берн (англ. Daniel Johnson Burn; 9 мая 1992, Блайт, Англия) — английский футболист, защитник клуба «Ньюкасл Юнайтед» и сборной Англии.

## Клубная карьера

### «Дарлингтон»
Берн родился в городе Блит, Англия. Он с детства болел за «Ньюкасл Юнайтед», где и начинал заниматься футболом. Его кумиром был Алан Ширер. Дэн занимался в академии «соро́к» до 11 лет, после чего играл в академиях «Нью Хартли», «Блит Таун» и «Блайт Спартанс». В возрасте 16 лет его заметили скауты «Дарлингтона» в одной из игр за «Блайт Спартанс», на тот момент Берн работал в супермаркете Asda. 
1 июля 2009 года он подписал первый профессиональный контракт с «Дарлингтоном».
Из-за финансовых проблем клуба и отсутствия игроков Берн был переведён в первую команду. 31 октября 2009 года он дебютировал за основную команду в матче против «Херефорд Юнайтед». Всего в том сезоне он сыграл 4 матча.
После сезона 2009/10 Берн вернулся в молодёжную команду, а затем в следующем сезоне снова был вызван в первую команду тренером Марком Купером. В том сезоне он провёл 15 матчей и был высоко оценён Купером. По итогам сезона он занял второе место после Джейми Чендлера в борьбе за награду лучшего молодого игрока года в клубе.
После этого сезона Берн привлёк внимание клубов Премьер-Лиги, включая «Фулхэм». «Дарлингтон» продлил контракт с Дэном на улучшенных условиях, но он сам признался, что вряд ли останется в клубе.

### «Фулхэм»
14 апреля 2011 была достигнута договорённость о переходе Берна в клуб Премьер-Лиги «Фулхэм» по окончании сезона 2010/11 за сумму около £350 000. После подписания контракта Дэн был отправлен в резервную команду клуба для развития и обучения под руководством Билли Маккинли.

### «Ньюкасл Юнайтед»
31 января 2022 «Ньюкасл Юнайтед» объявил о переходе Берна за сумму около £13 млн, контракт был подписан на 2,5 года. 11 января 2023 года Берн забил первый гол за «Ньюкасл Юнайтед» в матче Кубка английской лиги 2022/23 против «Лестер Сити».

## Достижения

### Командные
Уиган Атлетик
- Победитель первой английской лиги: 2017/18

Ньюкасл Юнайтед
- Обладатель Кубка Английской Футбольной лиги: 2024/25

### Личные
- Член символической сборной года Лиги 1: 2017/18
- Приз Алана Хардекера: 2025